# Israel Isidor Eljaschoff

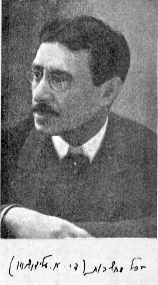
Israel Isidor Eljaschoff

Israel Isidor Eljaschoff (auch in anderen Transliterationen; Autorenname Baal Makhshoves; * 13. September 1873 in Kaunas, Kaiserreich Russland; † 13. Januar 1924 in Kaunas, Litauen) war Arzt, Autor und Literaturkritiker in der jiddischen Sprache.

## Leben
Eljaschoffs Eltern waren wohlhabende Juden in Kaunas. Im Alter von zehn Jahren besuchte er die Jeschiwa in Grobiņa, Lettland, und ab zwölf ein Gymnasium in der Schweiz. Eljaschoff studierte Biologie und Medizin in Berlin und Heidelberg. Als Arzt praktizierte er in Kaunas, Wilna, Warschau und St. Petersburg. In Berlin begann er seine ersten literarischen Versuche. Er geriet in den Kreis von Theodor Herzl und nahm im August 1897 als Delegierter aus Deutschland am ersten Zionistenkongress in Basel teil. Ab 1899 schrieb er auf Wunsch des Warschauer Publizisten Joseph Lurie (1871–1937), Herausgeber des Warschauer Wochenzeitung Der yud, auch in Jiddisch. Theodor Herzl bat ihn um die Übersetzung des Romans Altneuland (1902) aus dem Deutschen ins Jiddische und Eljaschoff wurde dadurch einer der meistgelesenen jiddischen Übersetzer, er hat auch Lew Tolstoi und Iwan Turgenjew übersetzt.
Nach fünfzehn Jahren Aufenthalt im Westen ging er 1901 nach Warschau, wo er nur noch kursorisch als Arzt arbeitete, um sich hauptsächlich der Literatur zu widmen. Seine regelmäßigen Literaturkritiken in Der yud machten ihn zum führenden Literaturkritiker und Literaturtheoretiker der jiddischen Literatur und sorgten für die weitere Verbreitung der klassischen jiddischen Autoren Sholem Aleichem, Mendele Mocher Sefarim, Jizchok Leib Perez und Nachum Sokolow sowie moderner hebräischer Autoren wie Chaim Nachman Bialik und Sholem Asch. Angesichts der sprachlichen Dualität betonte Eliashoff die Einheit der jüdischen Literatur: „Tsvey Shprakhn – Eyneyntsike Literatur“. 1910 wurde er in Riga Redakteur der Tageszeitung Die jüdische Stimme und 1912 Feuilletonist in der Zeitung Freind in Warschau. Eljaschoff ließ zwischen 1910 und 1915 in Wilna seine Gesammelten Schriften erscheinen.
Im Ersten Weltkrieg wurde seine Publikationstätigkeit unterbrochen, da nicht nur die jiddische Presse verschärft zensiert und dann auch eingestellt wurde, sondern er selbst auch als Militärarzt in die Kaiserlich Russische Armee eingezogen wurde. Beim Waffenstillstand 1918 ging er nach Kiew.
Im September 1921 nahm er am 12. Zionistischen Kongress in Karlsbad teil. Nachdem sich seine Pläne zerschlagen hatten, im nunmehr litauischen Kaunas im Rahmen einer autonomen jüdischen Kulturarbeit zu wirken, übernahm er 1921 in Berlin die Leitung der jiddischen Abteilung im Klal-Verlag. Seine literarische Arbeit blühte nur noch kurz auf, denn er erkrankte und kehrte 1923 in sein Geburtshaus nach Kaunas zurück.
Seine jüngere Schwester Esther Eljaschoff (1878–1941) war Hochschuldozentin für Philosophie in St. Petersburg und gründete 1921 die jüdischen Hochschulkurse in Kaunas.

## Schriften (Auswahl)
- Isidor Eljaschoff: Ch. D. Nomberg, in: Ost und West, 11, 1903, S. 763–768
- Dr. J. Eljaschoff, Über Jargon ("Jüdisch") und Jargonliteratur, in: Berthold Feiwel & Ephraim Moses Lilien (Hrsg.), Jüdischer Almanach 5663, Berlin: Jüdischer Verlag, 1902, S. 58